# Gran Premi de Gran Bretanya del 1951
Resultats del Gran Premi de la Gran Bretanya de Fórmula 1 de la temporada 1951, disputat al circuit de Silverstone el 14 de juliol del 1951.

## Resultats
| Pos | No | Pilot                      | Equip                | Voltes | Temps/ Retirada | Pos. de sortida | Punts |
| --- | -- | -------------------------- | -------------------- | ------ | --------------- | --------------- | ----- |
| 1   | 12 | José Froilán González      | Ferrari              | 90     | 2h 42' 18. 2    | 1               | 8     |
| 2   | 2  | Juan Manuel Fangio         | Alfa Romeo           | 90     | + 51.0 s        | 2               | 6     |
| 3   | 10 | Luigi Villoresi            | Ferrari              | 88     | + 2 Voltes      | 5               | 4     |
| 4   | 4  | Felice Bonetto             | Alfa Romeo           | 87     | + 3 Voltes      | 7               | 3     |
| 5   | 6  | Reg Parnell                | BRM                  | 85     | + 5 Voltes      | 20              | 2     |
| 6   | 3  | Consalvo Sanesi            | Alfa Romeo           | 84     | + 6 Voltes      | 6               |       |
| 7   | 7  | Peter Walker               | BRM                  | 84     | + 6 Voltes      | 19              |       |
| 8   | 9  | Brian Shawe Taylor         | ERA                  | 84     | + 6 Voltes      | 12              |       |
| 9   | 14 | Peter Whitehead            | Ferrari              | 83     | + 7 Voltes      | 8               |       |
| 10  | 22 | Louis Rosier               | Talbot-Lago - Talbot | 83     | + 7 Voltes      | 9               |       |
| 11  | 8  | Bob Gerard                 | ERA                  | 82     | + 8 Voltes      | 10              |       |
| 12  | 18 | Duncan Hamilton            | Talbot-Lago - Talbot | 81     | + 9 Voltes      | 11              |       |
| 13  | 25 | Johnny Claes               | Talbot-Lago - Talbot | 80     | + 10 Voltes     | 14              |       |
| Ret | 1  | Nino Farina                | Alfa Romeo           | 75     | Embragatge      | 3               | 1     |
| Ret | 23 | Joe Kelly                  | Alta                 | 75     | No Classificat  | 18              |       |
| Ret | 11 | Alberto Ascari             | Ferrari              | 56     | Caixa canvi     | 4               |       |
| Ret | 17 | Philip Fotheringham-Parker | Maserati             | 46     | Pèrdua d'oli    | 16              |       |
| Ret | 15 | David Murray               | Maserati             | 45     | Motor           | 15              |       |
| Ret | 23 | Louis Chiron               | Talbot-Lago - Talbot | 41     | Frens           | 13              |       |
| Ret | 16 | John James                 | Maserati             | 23     | Radiador        | 17              |       |

## Altres
- Pole: José Froilán González 1' 43. 4

- Volta ràpida: Nino Farina 1' 44. 0 (a la volta 38)